# 10년 (2018년 영화)
《10년》(일본어: 十年, 영어: Ten Years Japan)은 2018년 11월에 개봉한 일본의 드라마 영화이다. 하야카와 치에, 키노시타 유스케, 츠노 메구미, 후지무라 아키요, 이시카와 케이가 감독과 각본을 맡았다.
2015년에 개봉한 홍콩의 영화 《10년》을 리메이크한 작품으로서 일본의 고령화, 인공지능(AI) 교육, 디지털 사회, 원자력 발전, 징병제를 주제로 하고 있다. 일본에서는 2018년 11월 3일에, 홍콩에서는 2018년 11월 22일에, 대한민국에서는 2019년 12월 12일에 각각 개봉되었다.

## 출연진
- 스기사키 하나
- 쿠니무라 준
- 이케와키 치즈루
- 타이가
- 카와구치 사토루